# Bandolero (singolo)
Bandolero è un singolo del gruppo musicale eurodance belga Paradisio, pubblicato nel 1996 come secondo estratto dall'album Paradisio

## Tracce
CD Maxi
1. Bandolero (Discoteca Action Remix) – 7:05
2. Bandolero (Discoteca Action Remix - Short Mix) – 4:13
3. Bandolero (After Party Remix) – 6:00
4. Bandolero (Video Edit) – 3:54
5. Bandolero (U.S. Power Club Remix) – 7:43

## Classifiche
| Classifica (1996-98) | Posizione massima |
| -------------------- | ----------------- |
| Belgio (Fiandre)     | 19                |
| Belgio (Vallonia)    | 21                |
| Francia              | 92                |
| Italia               | 14                |